# Rivera (Kolumbia)
Rivera – miasto w Kolumbii, w departamencie Huila.